# Пендели
Пендели (грч. Πεντέλη) општина је у Грчкој. По подацима из 2011. године број становника у општини је био 34.934.

## Становништво
| 2011.  |
| ------ |
| 34.934 |